# Desperta Ferro
Desperta Ferro era uno de los gritos de guerra entonados por los almogávares antes de la batalla. Los almogávares fueron unos soldados de infantería ligera mercenarios de Catalunña que no formaban parte de los ejércitos regulares. Los integrantes almogávares se hicieron célebres por sus intervenciones en Grecia y Asia Menor. Una vez fueron traicionados y asesinado su líder, Roger de Flor, y otros miembros de la tropa por el Imperio bizantino que los había contratado previamente, reaccionaron con acciones muy crueles y terminaron por conquistar los ducados de Atenas y Neopatria.
Su grito de guerra era «Aur, aur... Desperta ferro» ('escucha, escucha... Despierta, hierro'), mientras hacían repicar las conteras de sus armas blancas contra el suelo haciendo saltar chispas contra las piedras.
Aunque este no era el único grito de guerra que proferían los almogávares antes de entablar combate, sí que ha sido el que ha pasado a la historia como el más característico, convirtiéndose en una de sus señas de identidad. Otros gritos eran «¡Aragón, Aragón!» y «¡San Jorge!», con que se invocaba respectivamente a la Casa Real por quien luchaban y al santo patrón de los ejércitos de la Corona de Aragón. La intención de estos gritos era doble, por un lado, asustar y desconcertar al adversario, y por otro, animarse en los instantes previos a una batalla, en un ejército relativamente poco disciplinado, como era el caso del almogávar.
Según las crónicas de la época, el espectáculo que provocaba la visión de los combatientes almogávares (con su salvaje apariencia de guerreros montañeses) unido al ruido y a los gritos que proferían, atemorizaba a un enemigo usualmente mucho más numeroso.
En la actualidad, este grito es utilizado como lema por la Brigada Orgánica Polivalente "Almogávares" VI de Paracaidistas del Ejército de Tierra español.